# Herman Grim

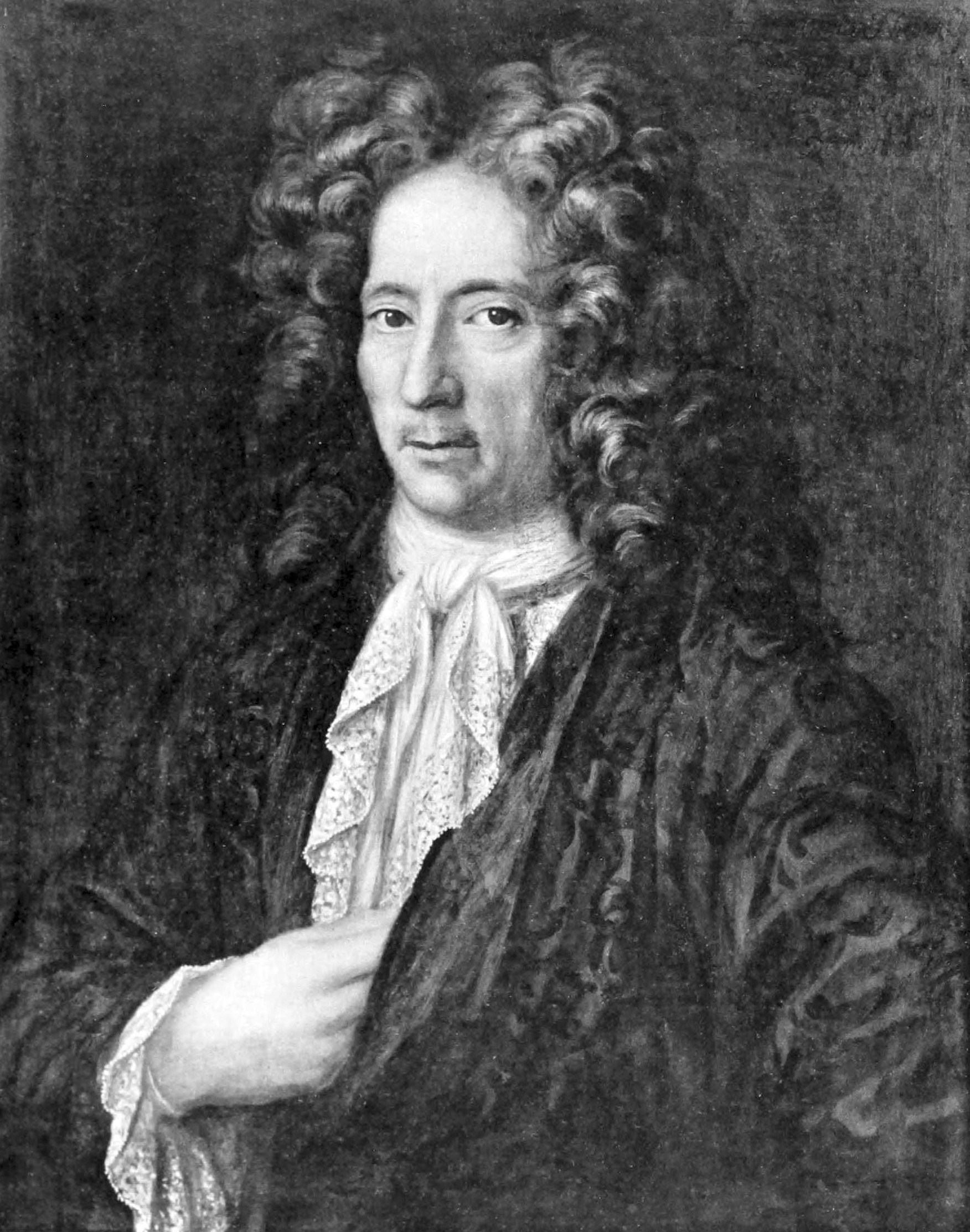
Herman Niclas Grim. Oljemålning från 1690-talet.

Herman Nicolai Grim, född 1641 i Visby, död 8 april 1711 i Stockholm, var en svensk läkare och botaniker.

## Biografi
Grim var skeppsläkare på en resa till Novaja Zemlja 1661, och tjänstgjorde senare på holländska krigsfartyg. Han var under åtta år i Ostindien som bergmästare i Sumatras guldgruvor och lasarettsläkare i Batavia i Holländska ostindiska
kompaniets tjänst från 1671. Han begav sig, efter ett par års praktik i Nürnberg på nytt till Indien. Han återvände till Sverige och verkade 1683-95 som provinsialläkare i Södermanland, grevens av Ostfriesland livmedikus 1685, garnisonsmedikus i
Tönningen, på Gotland och till sist som pestläkare i Stockholm under pestutbrottet där 1710. Där föll han själv offer för farsoten. Grim var assessor i Collegium medicum. 
Han var även en framstående botaniker, den förste som studerade utomeuropeisk flora, och hemförde från Indien rika naturaliesamlingar.